# 富山大学教育学部附属幼稚園
富山大学教育学部附属幼稚園（とやまだいがくきょういくがくぶ ふぞくようちえん）は、富山県富山市五艘にある国立幼稚園。富山大学教育学部の附属機関として小学校や中学校、特別支援学校が同じ敷地内にあり、一つの学園が成り立っている。なお、ほぼすべての園児が附属小学校へ進学する。

## 概要
入学者の選考は学力検査によって行われる（2007年度入学者から抽選は廃止）。

## 沿革
- 1887年6月 - 富山県尋常師範学校に、幼児保育場として付設
- 1901年4月 - 富山県師範学校附属幼稚園と改称
- 1917年4月 - 富山県女子師範学校附属幼稚園として、堀川村女子師範学校内に開設
- 1949年4月 - 富山大学富山師範学校附属幼稚園と改称。五福の旧兵舎跡へ移転。
- 1951年4月 - 富山大学教育学部附属幼稚園と改称。
- 1959年12月 - 富山市五艘村前に園舎を新築し、移転
- 2005年10月 - 富山大学人間発達科学部附属幼稚園と改称。
- 2022年4月 - 再度、富山大学教育学部附属幼稚園に改称。

## 教育目標
- 子どもらしく、のびやかに、いきいきとした子
- 自分で考え、行動し、責任をもとうとする子
- まわりのすべてに心をかよわせて生活する子

## 教育方針
- 生涯にわたる人間的発達の基礎を守り育て、生きる力と人やものを愛する心の芽生えを培う。
- 幼児期にふさわしい生活の展開を通して、健康な心身と主体的な生活習慣や態度を養う。
- 動植物などの自然と親しみ、環境や人とかかわる体験によって、豊かな感性と創造的表現力を伸ばす。

## 著名な卒業生
- 池端忍 - 元モデル、第7回全日本国民的美少女コンテスト審査員特別賞受賞
- 西島梢 - ミュージシャン、ナナムジカの一人